# Aloe belavenokensis
Aloe belavenokensis (Алое белавенокензис, Алое белавеноцьке)  — сукулентна рослина роду алое.

## Етимологія
Видова назва походить від місця, де була знайдена ця рослина — Белавенока (англ. Belavenoka) на Мадагаскарі.

## Історія
Aloe belavenokensis у 1996 році був виділений з роду Lomatophyllum, куди був віднесений при первісному описі у 1994 році (Lomatophyllum belavenokense Rauh & Gerold ).

## Морфологічні ознаки
Середні розетки мають жовто-зелене листя з червонуватими шипами. Світло-червоно-оранжеві квітки з жовтими краями розташовані в коротких суцвіттях.

## Місця зростання
Південно-східна частина острова Мадагаскар.

## Утримання
Для нормального зростання цієї рослини портібна температура не менше 10 °C (50 °F). Добре витримує посуху. Надає перевагу сончяним місцям або легкій тіні.